# Дзеффирелли, Франко
Фра́нко Дзеффире́лли (итал. Franco Zeffirelli, имя при рожд. — Джан Франко Корси Дзеффирелли, итал. Gian Franco Corsi Zeffirelli; 12 февраля 1923, Флоренция — 15 июня 2019, Рим) — итальянский режиссёр театра, оперы и кино, сценарист, продюсер, художник.
Дважды номинирован на премию «Оскар», получил премию BAFTA, пять раз завоевал премию «Давид ди Донателло», дважды — премию «Эмми». Депутат Сената Италии в 1994—2001 годах.

## Биография
Родился 12 февраля 1923 года во Флоренции, при рождении получил имя Джанфранко Корси. Отец — Отторино Корси, торговец текстилем. Мать — Аделаида Гароси (умерла в 1929 году, когда её сыну было 6 лет). На основании генеалогических исследований предполагается, что Дзеффирелли приходится дальним родственником великому итальянскому художнику и учёному Леонардо да Винчи. Искусствовед, директор Идеального музея Леонардо да Винчи (Museo Ideale Leonardo Da Vinci) Алессандро Веццози (Alessandro Vezzosi) и историк Аньезе Сабато (Agnese Sabato) объявили о своем открытии 14 апреля 2016 года на конференции, организованной в Винчи, родном городе Леонардо. В ходе изучения архивов Веццози и Сабато обнаружили родство семьи Леонардо и Корси, которые происходят также из городка Винчи, близ Флоренции. Выяснилось, что две семьи породнились в 1794 году после женитьбы Микеланджело ди Томмазо Корси на Терезе Алессандре Джованне ди Сер Антонио Джузеппе да Винчи — представительнице рода отца художника. Отторино Корси, отец будущего режиссёра, родился в Винчи, а потом переехал во Флоренцию, где появился на свет Франко.
Франко вырос под патронатом британской диаспоры, где и познакомился с так называемыми «Скорпионшами» (итал. Scorpioni), позднее вдохновившими его на создание автобиографического фильма «Чай с Муссолини» (1999). В 1941 году окончил Академию изящных искусств и по совету отца поступил во Флорентийский университет для изучения изобразительного искусства и архитектуры.
Во время Второй мировой войны был партизаном Итальянского Движения Сопротивления. После соединения Сопротивления с 1-м Гвардейским полком Вооружённых сил Великобритании выполнял функции военного переводчика.
В послевоенные годы Франко Дзеффирелли вернулся в Университет Флоренции для продолжения обучения, но, посмотрев фильм «Генрих V», решил посвятить себя театру и кино. Работал оформителем сцены в театре Флоренции. В 1946 году переехал в Рим, где стал театральным художником и актёром. В 1947 году режиссёр Лукино Висконти, оказавший большое влияние на работу Дзеффирелли, пригласил его участвовать в съёмках фильма «Земля дрожит» в качестве своего ассистента. «Я очень многим обязан Висконти, — говорил Дзеффирелли, — это мой учитель, под его руководством я делал первые шаги. О нём много сказано как о великом художнике, но это и великий педагог. Все крупные современные итальянские режиссёры так или иначе обязаны Висконти…»
Затем Дзеффирелли работал с такими режиссёрами, как Витторио де Сика и Роберто Росселлини.
В 1953 году осуществил на сцене театра Ла Скала постановку оперы Джоаккино Россини «Золушка», имевшую большой успех. В 1960-е годы занимался театральными постановками в Лондоне и Нью-Йорке. Написал либретто к опере Самюэля Барбера «Антоний и Клеопатра» и в качестве режиссёра в 1966 году осуществил её премьерную постановку, приуроченную к открытию нового здания театра «Метрополитен-опера».
После этого Дзеффирелли всецело посвятил себя кинематографу: один за другим он снял два фильма по пьесам Шекспира: «Укрощение строптивой» со звёздами Элизабет Тейлор и Ричардом Бёртоном (1967) и «Ромео и Джульетта» с дебютантами Оливией Хасси и Леонардом Уайтингом (1968). После успешных киноадаптаций пьес Шекспира он обратился к религиозной тематике, сняв фильм «Брат Солнце, сестра Луна», посвящённый жизни Франциска Ассизского и затем — мини-сериал «Иисус из Назарета». Последний имел большой успех в прокате и часто демонстрировался по телевидению в последующие годы. Переключившись на современную тематику, он снял фильмы «Чемпион» (1979) и «Бесконечная любовь», которая подверглась серьёзной критике.
В 1980-х годах Дзеффирелли работал над киноадаптациями классических опер: один за другим на экраны вышли «Паяцы», «Сельская честь», «Травиата» и «Отелло», в съёмках которых участвовали такие певцы, как Пласидо Доминго, Тереза Стратас, Елена Образцова, Хуан Понс и Катя Риччарелли.
В 1990 году Дзеффирелли вновь обратился к Шекспиру, сняв «Гамлета» с Мелом Гибсоном в заглавной роли.
Дзеффирелли нередко брал на главные роли молодых начинающих актёров, однако далеко не все они смогли продолжить свою карьеру: Леонард Уайтинг (Ромео, «Ромео и Джульетта»), Грэм Фолкнер (Франциск, «Брат Солнце, сестра Луна»), и Мартин Хевит («Бесконечная любовь») оставили кинобизнес, не будучи в состоянии получить главные роли подобного уровня у других режиссёров. В то же время, Оливия Хасси (Джульетта, «Ромео и Джульетта»), Брук Шилдс («Бесконечная любовь») и Том Круз («Бесконечная любовь») успешно продолжили свои карьеры.
В период с 1996 по 1999 год снял фильмы «Джейн Эйр» и «Чай с Муссолини». В 2002 году выходит фильм «Каллас навсегда», вдохновлённый жизнью оперной певицы Марии Каллас.
24 ноября 2004 года королева Елизавета II произвела его в рыцари-командоры ордена Британской империи.
Последние годы жизни состояние здоровья Франко Дзеффирелли стало резко ухудшаться — сказывались возраст и тяжёлая, продолжительная болезнь. Утром 15 июня 2019 года, на 97-м году жизни, он скончался.
Церемония прощания состоялась 17 июня 2019 года на Капитолийской площади в Риме. Италия провожала Франко Дзеффирелли как национальное достояние. 18 июня во Флоренции прошло торжественное прощание и совершилась месса в главном городском соборе Санта-Мария-дель-Фьоре. Тело режиссёра было кремировано согласно его собственной воле. 19 июня алебастровая урна с прахом была захоронена в семейной усыпальнице Дзеффирелли на историческом кладбище Порте-Санте, расположенном в укреплённом бастионе монастырского комплекса Сан-Миниато-аль-Монте во Флоренции. Маэстро хотел покоиться в своём родном городе, за несколько лет до своего ухода он позаботился об устройстве семейного места захоронения, куда были перенесены останки его матери, тёти и других близких.

## Личная жизнь
Дзеффирелли был открытым геем. Некоторое время его связывали близкие отношения с режиссёром Лукино Висконти (1906—1976).
Его близкой подругой была Мария Каллас. Фильм о ней стал трибьютом режиссёра по отношению к великой певице и великой женщине.
По словам актрисы Оливии Хасси, которая чувствовала себя его музой, на вопрос о том, был ли он когда-либо влюблён в женщину, Маэстро ответил: «Да, однажды, в Оливию Хасси, когда мы вместе работали на съёмках „Ромео и Джульетты“».
Семью режиссёра составляли два приёмных сына Пиппо и Лучано Дзеффирелли, которые помогали приёмному отцу в его делах, когда тот был уже в преклонном возрасте.
Являлся поклонником флорентийского футбольного клуба «Фиорентина».

## Творчество

### Театральные работы
Как художник оформлял театральные постановки своего учителя Лукино Висконти — «Трамвай „Желание“», «Три сестры» и др. В качестве режиссёра ставил на сцене как оперы, так и драматические спектакли.

#### Драматический театр
- «Отелло»
- «Гамлет»
- «Много шума из ничего» (Королевский национальный театр)
- «Ромео и Джульетта» (1960)
- «Кто боится Вирджинии Вульф?»

#### Оперный театр
- 1953 — «Золушка» Джоаккино Россини (театр Ла Скала, Милан)
- «Аида» Джузеппе Верди (театр Ла Скала, Милан)
- «Травиата» Джузеппе Верди (Даллас, в роли Виолетты — Мария Каллас)
- «Турок в Италии» Джоаккино Россини (театр Ла Скала, Милан)
- «Сельская честь» Пьетро Масканьи (Королевский театр, Лондон)
- «Паяцы» Руджеро Леонкавалло (Королевский театр, Лондон)
- «Лючия ди Ламмермур» Гаэтано Доницетти (Королевский театр, Лондон)
- «Тоска» Джакомо Пуччини
- «Норма» Винченцо Беллини (в главной роли — Мария Каллас)
- «Фальстаф» Джузеппе Верди
- «Кармен» Жоржа Бизе
- «Турандот» Джакомо Пуччини
- «Дон Карлос» Джузеппе Верди
- 1966 — «Антоний и Клеопатра» Самуэля Барбера (Метрополитен-опера, Нью-Йорк) — спектакль открытия нового здания Метрополитен-оперы в Линкольн-центре.
- «Отелло» Джузеппе Верди
- «Дон Жуан» Вольфганга Амадея Моцарта (Метрополитен-опера, Нью-Йорк)
- «Богема» Джакомо Пуччини[18]
- «Пуритане» Винченцо Беллини

### Фильмография

#### Режиссёр
- 1957 — Кемпинг / Camping
- 1965 — Богема / La Bohème
- 1967 — Укрощение строптивой / The Taming Of The Shrew
- 1968 — Ромео и Джульетта / Romeo and Juliet
- 1972 — Брат Солнце, сестра Луна / Brother Sun, Sister Moon
- 1977 — Иисус из Назарета / Jesus of Nazareth
- 1979 — Чемпион / The Champ
- 1981 — Бесконечная любовь / Endless Love
- 1982 — Паяцы / Pagliacci
- 1982 — Сельская честь / Cavalleria rusticana
- 1983 — Травиата / La Traviata
- 1986 — Отелло / Otello
- 1988 — Молодой Тосканини / Il giovane Toscanini
- 1990 — Гамлет / Hamlet
- 1993 — Воробей / Sparrow
- 1996 — Джейн Эйр / Jane Eyre
- 1999 — Чай с Муссолини / Tea With Mussolini
- 2002 — Каллас навсегда / Callas Forever

#### Сценарист
- 1967 — Укрощение строптивой / The Taming Of The Shrew
- 1982 — Травиата / Traviata
- 1988 — Молодой Тосканини / Il giovane Toscanini
- 1990 — Гамлет / Hamlet
- 1993 — Воробей / Sparrow
- 1996 — Джейн Эйр / Jane Eyre
- 1999 — Чай с Муссолини / Tea With Mussolini

#### Документальные фильмы
- 2003 — «Франко Дзеффирелли: Волшебный ритм жизни» / Franco Zeffirelli: A Magical Rhythm of Life (Италия), реж. Сандро Лаи (итал. Sandro Lai)

## Признание
В сентябре 2017 года во Флоренции открылся Международный центр театрального искусства Франко Дзеффирелли, в котором размещается его масштабная коллекция творческих материалов, а также его обширная личная библиотека.

### Награды и премии
- Великий офицер ордена «За заслуги перед Итальянской Республикой» (23 апреля 1977 года)[19]
- Золотая медаль «За вклад в развитие культуры и искусства» (2 апреля 2003 года)[20]
- Почётный Рыцарь-Командор ордена Британской империи (2004), первый в истории гражданин Италии, ставшим почётным рыцарем Великобритании[15]